# Ирина Влах
Ирина Влах (на гагаузки: İrina Vlah) е молдовска политичка, башкан (президент) на автономния регион Гагаузия (2015 – 2023). Била е депутатка в парламентът на Молдова от Партия на комунистите (2005 – 2015). По-късно тя става член на проруската Партия на социалистите.

## Биография
Родена е на 26 февруари 1974 г. в град Комрат, Молдавска ССР, СССР (днес Гагаузия, Молдова). Тя е от смесен гагаузки и български произход.
От 1991 до 1996 г. учи в Юридическия факултет на Комратския държавен университет. От 2001 до 2008 г. е докторант в Молдовската академия на науките и защитава докторска дисертация на тема „Съвременната концепция за развитие на държавната служба в Република Молдова“.
През 1996 г. започва работа като адвокат, като работи в данъчната инспекция. От 2003 до 2005 г. тя оглавява правния отдел на Изпълнителния комитет на Гагаузия.
На парламентарните избори през 2005 г. е избрана за депутат в парламентът на Молдова от Партията на комунистите, като пет години по-късно е назначена в Изпълнителния комитет на партията.
През 2015 г. се кандидатира за башкан (президент) на Гагаузия. На 22 март тя е обявена за победител в изборите на първия тур, като печели с абсолютно мнозинство. На 15 април тя полага клетва при заемането на длъжността, като става първата жена, която заема този пост. Президентът на Молдова – Николае Тимофти, я назначава за служебен член на правителството и ѝ предоставя място във Върховния съвет за сигурност.
На изборите в Гагаузия през 2019 г. е преизбрана за башкан на Гагаузия със внушителен резултат от около 90%, като постига рекорд в съвременната история на региона.
На 4 март 2021 г. тя е отстранена от Върховния съвет за сигурност сред преустройство.